# 2010-es labdarúgó-világbajnokság-selejtező (UEFA – 9. csoport)
A 2010-es labdarúgó-világbajnokság európai 9. selejtezőcsoportjának mérkőzéseit és végeredményét tartalmazó lapja. A csoport sorsolását 2007. november 25-én tartották a dél-afrikai Durbanban. A csoportban körmérkőzéses, oda-visszavágós rendszerben játszottak egymással a labdarúgó-válogatottak. A csoportelső automatikus résztvevője lett a 2010-es labdarúgó-világbajnokságnak, a csoport második helyezett csapata csak akkor játszhatott pótselejtezőt, ha a másik nyolc csoport második helyezettjei közül legalább egy válogatottnál jobb eredményt ért el.
A csoportban Hollandia mellett Skócia, Norvégia, Macedónia és Izland szerepelt.
A mérkőzések időpontjairól 2007. december 14-én egyeztettek a selejtezőcsoportban szereplő labdarúgó-válogatottak képviselői  Amszterdamban, Hollandiában.

## Tabella
| Hely. | Csapat    | M | Gy | D | V | G+ | G– | Gk  | P  | Továbbjutás                         |     | Hollandia | Norvégia | Skócia | Észak-Macedónia | Izland |
| ----- | --------- | - | -- | - | - | -- | -- | --- | -- | ----------------------------------- | --- | --------- | -------- | ------ | --------------- | ------ |
| 1.    | Hollandia | 8 | 8  | 0 | 0 | 17 | 2  | +15 | 24 | Kijutott a 2010-es világbajnokságra |     | —         | 2–0      | 3–0    | 4–0             | 2–0    |
| 2.    | Norvégia  | 8 | 2  | 4 | 2 | 9  | 7  | +2  | 10 | Továbbjutott a második fordulóba    |     | 0–1       | —        | 4–0    | 2–1             | 2–2    |
| 3.    | Skócia    | 8 | 3  | 1 | 4 | 6  | 11 | −5  | 10 |                                     |     | 0–1       | 0–0      | —      | 2–0             | 2–1    |
| 4.    | Macedónia | 8 | 2  | 1 | 5 | 5  | 11 | −6  | 7  |                                     | 1–2 | 0–0       | 1–0      | —      | 2–0             |        |
| 5.    | Izland    | 8 | 1  | 2 | 5 | 7  | 13 | −6  | 5  |                                     | 1–2 | 1–1       | 1–2      | 1–0    | —               |        |

## Mérkőzések
| 2008. szeptember 6. 15:00 (UTC+2) |

| Macedónia    | 1–0               | Skócia |
| ------------ | ----------------- | ------ |
| Naumoszki 5' | (1–0) Jegyzőkönyv |        |

| Városi Stadion, Szkopje Nézőszám: 9 000 Játékvezető: Královec (cseh) |

| 2008. szeptember 6. 15:00 (UTC+2) |

| Norvégia                   | 2–2               | Izland                      |
| -------------------------- | ----------------- | --------------------------- |
| Iversen 36' (11-esből) 50' | (1–1) Jegyzőkönyv | Helguson 39' Guðjohnsen 69' |

| Ullevaal Stadion, Oslo Nézőszám: 17 254 Játékvezető: Yefet (izraeli) |

| 2008. szeptember 10. 18:30 (UTC+0) |

| Izland                    | 1–2               | Skócia                                 |
| ------------------------- | ----------------- | -------------------------------------- |
| Guðjohnsen 77' (11-esből) | (1–1) Jegyzőkönyv | Broadfoot 19' McFadden 59' McManus 76′ |

| Laugardalsvöllur, Reykjavík Nézőszám: 9 767 Játékvezető: Gumienny (belga) |

| 2008. szeptember 10. 20:30 (UTC+2) |

| Macedónia  | 1–2               | Hollandia                      |
| ---------- | ----------------- | ------------------------------ |
| Pandev 77' | (0–0) Jegyzőkönyv | Heitinga 46' Van der Vaart 60' |

| Városi Stadion, Szkopje Nézőszám: 11 000 Játékvezető: Gilewski (lengyel) |

| 2008. október 11. 15:00 (UTC+1) |

| Skócia | 0–0         | Norvégia |
| ------ | ----------- | -------- |
|        | Jegyzőkönyv |          |

| Hampden Park, Glasgow Nézőszám: 50 205 Játékvezető: Busacca (svájci) |

| 2008. október 11. 20:45 (UTC+2) |

| Hollandia                   | 2–0               | Izland |
| --------------------------- | ----------------- | ------ |
| Mathijsen 15' Huntelaar 64' | (1–0) Jegyzőkönyv |        |

| De Kuip Stadion, Rotterdam Nézőszám: 37 500 Játékvezető: Trefoloni (olasz) |

| 2008. október 15. 19:00 (UTC+2) |

| Norvégia | 0–1               | Hollandia      |
| -------- | ----------------- | -------------- |
|          | (0–0) Jegyzőkönyv | van Bommel 63' |

| Ullevaal Stadion, Oslo Nézőszám: 23 840 Játékvezető: Plautz (osztrák) |

| 2008. október 15. 18:00 (UTC+0) |

| Izland            | 1–0               | Macedónia |
| ----------------- | ----------------- | --------- |
| V. Gunnarsson 15' | (1–0) Jegyzőkönyv |           |

| Laugardalsvöllur, Reykjavík Nézőszám: 5 527 Játékvezető: Dereli (török) |

| 2009. március 28. 20:45 (UTC+1) |

| Hollandia                                          | 3–0               | Skócia |
| -------------------------------------------------- | ----------------- | ------ |
| Huntelaar 30' van Persie 45+1' Kuyt 77' (11-esből) | (2–0) Jegyzőkönyv |        |

| Amsterdam ArenA, Amszterdam Nézőszám: 50 000 Játékvezető: Duhamel (francia) |

| 2009. április 1. 20:45 (UTC+2) |

| Hollandia                                    | 4–0               | Macedónia |
| -------------------------------------------- | ----------------- | --------- |
| Kuyt 16' 41' Huntelaar 25' van der Vaart 88' | (3–0) Jegyzőkönyv |           |

| Amsterdam ArenA, Amszterdam Nézőszám: 47 750 Játékvezető: Rasmussen (dán) |

| 2009. április 1. 20:00 (UTC+1) |

| Skócia                        | 2–1               | Izland            |
| ----------------------------- | ----------------- | ----------------- |
| McCormack 39' S. Fletcher 65' | (1–0) Jegyzőkönyv | I. Sigurðsson 54' |

| Hampden Park, Glasgow Nézőszám: 42 259 Játékvezető: Einwaller (osztrák) |

| 2009. június 6. 17:45 (UTC+2) |

| Macedónia | 0–0         | Norvégia |
| --------- | ----------- | -------- |
|           | Jegyzőkönyv |          |

| II. Philipposz Nemzeti Stadion, Szkopje Nézőszám: 7 000 Játékvezető: Tagliavento (olasz) |

| 2009. június 6. 18:45 (UTC+0) |

| Izland            | 1–2               | Hollandia                  |
| ----------------- | ----------------- | -------------------------- |
| K. Sigurðsson 88' | (0–2) Jegyzőkönyv | de Jong 10' van Bommel 17' |

| Laugardalsvöllur, Reykjavík Nézőszám: 9 635 Játékvezető: Dean (angol) |

| 2009. június 10. 17:45 (UTC+2) |

| Macedónia                  | 2–0               | Izland |
| -------------------------- | ----------------- | ------ |
| Sztojkov 9' Ivanovszki 85' | (1–0) Jegyzőkönyv |        |

| II. Philipposz Nemzeti Stadion, Szkopje Nézőszám: 7 000 Játékvezető: Ennjimi (francia) |

| 2009. június 10. 20:45 (UTC+2) |

| Hollandia             | 2–0               | Norvégia |
| --------------------- | ----------------- | -------- |
| Ooijer 33' Robben 51' | (1–0) Jegyzőkönyv |          |

| De Kuip Stadion, Rotterdam Nézőszám: 45 600 Játékvezető: Baszkakov (orosz) |

| 2009. augusztus 12. 19:00 (UTC+2) |

| Norvégia                                       | 4–0               | Skócia               |
| ---------------------------------------------- | ----------------- | -------------------- |
| J. A. Riise 35' Pedersen 45' 90' Huseklepp 60' | (2–0) Jegyzőkönyv | G. Caldwell 32′, 34′ |

| Ullevaal Stadion, Oslo Nézőszám: 24 493 Játékvezető: Hamer (luxemburgi) |

| 2009. szeptember 5. 15:00 (UTC+1) |

| Skócia                 | 2–0               | Macedónia |
| ---------------------- | ----------------- | --------- |
| Brown 56' McFadden 80' | (0–0) Jegyzőkönyv |           |

| Hampden Park, Glasgow Nézőszám: 50 214 Játékvezető: Stark (német) |

| 2009. szeptember 5. 18:45 (UTC+0) |

| Izland         | 1–1               | Norvégia     |
| -------------- | ----------------- | ------------ |
| Guðjohnsen 29' | (1–1) Jegyzőkönyv | J. Riise 11' |

| Laugardalsvöllur, Reykjavík Nézőszám: 7 321 Játékvezető: Dan Tudor (román) |

| 2009. szeptember 9. 20:30 (UTC+2) |

| Norvégia                | 2–1               | Macedónia     |
| ----------------------- | ----------------- | ------------- |
| Helstad 2' J. Riise 25' | (2–0) Jegyzőkönyv | Grncsarov 79' |

| Ullevaal Stadion, Oslo Nézőszám: 14 766 Játékvezető: Paixao (portugál) |

| 2009. szeptember 9. 19:30 (UTC+1) |

| Skócia | 0–1               | Hollandia |
| ------ | ----------------- | --------- |
|        | (0–0) Jegyzőkönyv | Elia 82'  |

| Hampden Park, Glasgow Nézőszám: 51 230 Játékvezető: Bo Larsen (dán) |

## Góllövőlista
Alapvető sorrend: gólok száma (csökkenő); játszott percek (növekvő); országnév; játékosnév.
| Helyezés | Játékos              | Nemzet          | Gólok | Játszott percek | Percek / gól |
| -------- | -------------------- | --------------- | ----- | --------------- | ------------ |
| 1.       | Klaas-Jan Huntelaar  | Hollandia       | 3     | 443'            | 147' 39"     |
| 2.       | Dirk Kuyt            | Hollandia       | 3     | 618'            | 206'         |
| 3.       | Eiður Guðjohnsen     | Izland          | 3     | 620'            | 206' 39"     |
| 4.       | John Arne Riise      | Norvégia        | 3     | 720'            | 240'         |
| 5.       | Steffen Iversen      | Norvégia        | 2     | 284'            | 142'         |
| 6.       | James McFadden       | Skócia          | 2     | 357'            | 178' 30"     |
| 7.       | Rafael van der Vaart | Hollandia       | 2     | 438'            | 219'         |
| 8.       | Morten Pedersen      | Norvégia        | 2     | 567'            | 283' 30"     |
| 9.       | Mark van Bommel      | Hollandia       | 2     | 630'            | 315'         |
| 10.      | Eljero Elia          | Hollandia       | 1     | 18'             | 18'          |
| 11.      | Filip Ivanovszki     | Észak-Macedónia | 1     | 39'             | 39'          |
| 12.      | Veigar Gunnarsson    | Izland          | 1     | 171'            | 171'         |
| 13.      | Thorstein Helstad    | Norvégia        | 1     | 180'            | 180'         |
| 14.      | Kirk Broadfoot       | Skócia          | 1     | 180'            | 180'         |
| 15.      | Erik Huseklepp       | Norvégia        | 1     | 186'            | 186'         |
| 16.      | Boban Grncsarov      | Észak-Macedónia | 1     | 191'            | 191'         |
| 17.      | Steven Fletcher      | Skócia          | 1     | 199'            | 199'         |
| 18.      | Ross McCormack       | Skócia          | 1     | 217'            | 217'         |
| 19.      | Heiðar Helguson      | Izland          | 1     | 265'            | 265'         |
| 20.      | John Heitinga        | Hollandia       | 1     | 270'            | 270'         |
| 21.      | Aco Sztojkov         | Észak-Macedónia | 1     | 316'            | 316'         |
| 22.      | Robin van Persie     | Hollandia       | 1     | 425'            | 425'         |
| 23.      | Nigel de Jong        | Hollandia       | 1     | 444'            | 444'         |
| 24.      | Arjen Robben         | Hollandia       | 1     | 458'            | 458'         |
| 25.      | Indriði Sigurðsson   | Izland          | 1     | 486'            | 486'         |
| 26.      | Ilcso Naumoszki      | Észak-Macedónia | 1     | 553'            | 553'         |
| 27.      | André Ooijer         | Hollandia       | 1     | 658'            | 658'         |
| 28.      | Scott Brown          | Skócia          | 1     | 703'            | 703'         |
| 29.      | Goran Pandev         | Észak-Macedónia | 1     | 713'            | 713'         |
| 30.      | Joris Mathijsen      | Hollandia       | 1     | 720'            | 720'         |
| 31.      | Kristján Sigurðsson  | Izland          | 1     | 720'            | 720'         |

## Lapok
Alapvető sorrend: kiállítások száma (csökkenő); második sárga lap miatti kiállítások száma (csökkenő); sárga lapok száma (csökkenő); országnév; játékosnév.
| Játékos                 | Nemzet    | kiállítva | sárga lap · 2. sárga lap · kiállítva | Sárga lap | Összesen |
| ----------------------- | --------- | --------- | ------------------------------------ | --------- | -------- |
| Stephen McManus         | Skócia    | 1         |                                      |           | 1        |
| Gary Caldwell           | Skócia    |           | 1                                    |           | 1        |
| Stefán Gíslason         | Izland    |           |                                      | 3         | 3        |
| Indriði Sigurðsson      | Izland    |           |                                      | 3         | 3        |
| Ilcso Naumoszki         | Macedónia |           |                                      | 3         | 3        |
| Nigel de Jong           | Hollandia |           |                                      | 2         | 2        |
| Robin van Persie        | Hollandia |           |                                      | 2         | 2        |
| Aron Gunnarsson         | Izland    |           |                                      | 2         | 2        |
| Hermann Hreiðarsson     | Izland    |           |                                      | 2         | 2        |
| Pálmi Pálmason          | Izland    |           |                                      | 2         | 2        |
| Filip Despotovski       | Macedónia |           |                                      | 2         | 2        |
| Igor Mitreski           | Macedónia |           |                                      | 2         | 2        |
| Brede Hangeland         | Norvégia  |           |                                      | 2         | 2        |
| James McFadden          | Skócia    |           |                                      | 2         | 2        |
| Klaas-Jan Huntelaar     | Hollandia |           |                                      | 1         | 1        |
| Dirk Kuijt              | Hollandia |           |                                      | 1         | 1        |
| Arjen Robben            | Hollandia |           |                                      | 1         | 1        |
| Maarten Stekelenburg    | Hollandia |           |                                      | 1         | 1        |
| Rafael van der Vaart    | Hollandia |           |                                      | 1         | 1        |
| Gunnleifur Gunnleifsson | Izland    |           |                                      | 1         | 1        |
| Heidar Helguson         | Izland    |           |                                      | 1         | 1        |
| Emil Hallfreðsson       | Izland    |           |                                      | 1         | 1        |
| Kristján Sigurðsson     | Izland    |           |                                      | 1         | 1        |
| Arnór Smárason          | Izland    |           |                                      | 1         | 1        |
| Grétar Steinsson        | Izland    |           |                                      | 1         | 1        |
| Vlatko Grozdanoszki     | Macedónia |           |                                      | 1         | 1        |
| Goran Pandev            | Macedónia |           |                                      | 1         | 1        |
| Artim Polozsani         | Macedónia |           |                                      | 1         | 1        |
| Goran Popov             | Macedónia |           |                                      | 1         | 1        |
| Sztevica Risztikj       | Macedónia |           |                                      | 1         | 1        |
| Velicse Sumulikoszki    | Macedónia |           |                                      | 1         | 1        |
| John Carew              | Norvégia  |           |                                      | 1         | 1        |
| Christian Grindheim     | Norvégia  |           |                                      | 1         | 1        |
| Henning Hauger          | Norvégia  |           |                                      | 1         | 1        |
| Jon Inge Høiland        | Norvégia  |           |                                      | 1         | 1        |
| Magne Hoset             | Norvégia  |           |                                      | 1         | 1        |
| Steffen Iversen         | Norvégia  |           |                                      | 1         | 1        |
| Morten Pedersen         | Norvégia  |           |                                      | 1         | 1        |
| John Arne Riise         | Norvégia  |           |                                      | 1         | 1        |
| Bjørn Helge Riise       | Norvégia  |           |                                      | 1         | 1        |
| Kjetil Waehler          | Norvégia  |           |                                      | 1         | 1        |
| Kirk Broadfoot          | Skócia    |           |                                      | 1         | 1        |
| Scott Brown             | Skócia    |           |                                      | 1         | 1        |
| Steven Caldwell         | Skócia    |           |                                      | 1         | 1        |
| Darren Fletcher         | Skócia    |           |                                      | 1         | 1        |
| Craig Gordon            | Skócia    |           |                                      | 1         | 1        |
| Paul Hartley            | Skócia    |           |                                      | 1         | 1        |
| Steven Naismith         | Skócia    |           |                                      | 1         | 1        |
| Barry Robson            | Skócia    |           |                                      | 1         | 1        |
| Összesen                | Összesen  | 1         | 1                                    | 62        | 64       |

## Nézőszámok
Az alábbi táblázat tartalmazza a csapatok otthoni mérkőzéseinek nézőszámait
Alapvető sorrend: átlagos nézőszám (csökkenő); országnév
| Csapat    | M | Összesen | Legalacsonyabb | Legmagasabb | Átlag  |
| --------- | - | -------- | -------------- | ----------- | ------ |
| Skócia    | 4 | 193 908  | 42 259         | 51 230      | 48 477 |
| Hollandia | 4 | 180 850  | 37 500         | 50 000      | 45 213 |
| Norvégia  | 4 | 80 353   | 14 766         | 24 493      | 20 088 |
| Macedónia | 4 | 34 000   | 7 000          | 11 000      | 8 500  |
| Izland    | 4 | 32 250   | 5 527          | 9 767       | 8 062  |